# Gönen, Balıkesir
Gönen là một huyện thuộc tỉnh Balıkesir, Thổ Nhĩ Kỳ. Huyện có diện tích 1118 km² và dân số thời điểm năm 2007 là 72920 người, mật độ 65 người/km².